# Our Lady of the Pearls
Our Lady of the Pearls è un cortometraggio muto del 1912 diretto da Henry MacRae che ha come interpreti Dorothy Davenport, Herbert Rawlinson, Phyllis Gordon, Camille Astor, Lillian Hayward. Prodotto dalla Selig Polyscope, il film fu distribuito il 30 dicembre 1912 dalla General Film Company.

## Trama
In visita a Pearl Harbor proveniente da un villaggio dell'interno, la bella Anita vede per la prima volta le preziose perle che danno il nome al luogo. Affascinata, la ragazza non nasconde la passione che le perle le suscitano. Un suo giovane corteggiatore, accortosi del suo desiderio di averle, ruba le perle che i pescatori del posto hanno destinato all'altare della cattedrale. Il sacrilego furto apre gli occhi ad Anita, che restituisce le perle.

## Produzione
Il film fu prodotto dalla Selig Polyscope Company.

## Distribuzione
Distribuito dalla General Film Company, il film - un cortometraggio di una bobina - uscì nelle sale cinematografiche statunitensi il 30 dicembre 1912. Venne distribuito anche nel Regno Unito dove uscì il 10 aprile 1913.